# Ja'akov Zerubavel

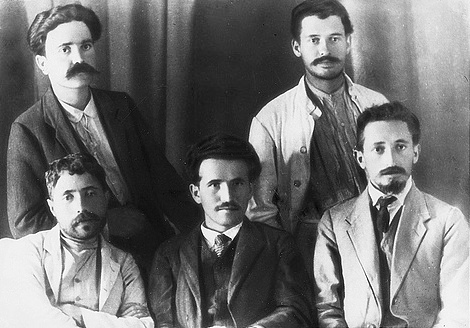
Sedící: Josef Chajim Brenner, David Ben Gurion, Jicchak Ben Cvi; stojící: Ja'akov Zerubavel a Aharon Re'uveni, 1912

Ja'akov Zerubavel (hebrejsky יעקב זרובבל, žil 14. ledna 1886 – 2. června 1967) byl izraelský politik, vedoucí osobnost levicové frakce Po'alej Cijon, aktivista Achdut ha-Avoda a Mapam a novinář.

## Biografie
Narodil se roku 1886 v Poltavě v carském Rusku (dnešní Ukrajina). Byl činný v Po'alej Cijon a roku 1906 byl pro svou činnost mnohokrát zatčen. Roku 1910 odjel do tehdejší turecké Palestiny.
Zemřel v roce 1967. Jmenuje se po něm ulice v Tel Avivu.